# Janvier 1937
Cette page présente les faits marquants du mois de janvier 1937.

## Événements
- 1er janvier : 
  - Somoza prend le pouvoir au Nicaragua et installe une dictature pour 45 ans (1937-1947, 1950-1956).
  - La Régie Air Afrique absorbe la Régie Malgache, complétant l'unification du réseau des lignes aériennes françaises en Afrique.

- 16 janvier : premier vol du bombardier français Lioré et Olivier LeO 45.

- 19 janvier : Howard Hughes effectue la liaison Los Angeles - New York dans le temps record de 7 heures et 28 minutes, soit une moyenne horaire de 526 km/h.

- 20 janvier : un équipage d'aviateurs français relie Paris à Hanoï en 71 heures et 15 minutes.

- 23 - 30 janvier : second grand « procès de Moscou ». Début de la « grande terreur » (Ejovschina).

- 28 janvier[1] : création de l’International Committee on African Affairs aux États-Unis.

- 30 janvier : 
  - Le Reichstag reconduit les pleins pouvoirs d'Adolf Hitler pour quatre ans.
  - Allemagne : Albert Speer est chargé par Hitler de la transformation de Berlin.

## Naissances
- 4 janvier : Grace Bumbry, mezzo soprano américaine († 7 mai 2023).
- 8 janvier : 
  - Shirley Bassey, chanteuse britannique, interprète des chansons génériques de trois films de James Bond.
  - Louis Le Pensec, personnalité politique française († 10 janvier 2024).
- 14 janvier : Stefano Satta Flores, acteur et dramaturge italien († 22 octobre 1985).
- 16 janvier : Francis George, cardinal américain, archevêque de Chicago († 17 avril 2015).
- 18 janvier : 
  - Luzius Wildhaber, juriste suisse, président de la Cour européenne des droits de l'homme du 1er novembre 1998 au 18 janvier 2007 († 21 juillet 2020).
  - John Hume, homme politique nord-irlandais, membre fondateur du Social Democratic and Labour Party († 3 août 2020).
- 19 janvier : 
  - Birgitte de Suède, aristocrate suédoise († 4 décembre 2024).
  - Joseph Nye, théoricien, géopolitique américain († 6 mai 2025).
- 20 janvier : Albert-Marie de Monléon, évêque catholique français, dominicain et évêque de Meaux († 29 avril 2019).
- 24 janvier : 
  - Suzanne Tremblay, femme politique fédérale provenant du Québec († 26 septembre 2020).
  - Marie-Pierre Casey, comédienne française.
- 25 janvier : 
  - Ange-Félix Patassé, homme d'État centrafricain et ancien président de la République centrafricaine († 5 avril 2011).
  - Bill Pascrell, homme politique américain († 21 août 2024).
- 29 janvier : 
  - Frank Iacobucci, juge de la Cour suprême du Canada.
  - Laurence Deonna, écrivaine et journaliste suisse († 2 août 2023).
- 30 janvier : Boris Spassky, joueur d’échecs russe puis français († 27 février 2025).
- 31 janvier : 
  - Philip Glass, compositeur américain.
  - Pierre Papadiamandis, pianiste francais et compositeur de Eddy Mitchell († 22 mars 2022).

## Décès
- 6 janvier : Frère André
- 23 janvier : Marie Prevost, actrice.
- 20 janvier : Richard Benno Adam, peintre allemand (° 5 mars 1873).
- 29 janvier : Marc-Aurèle de Foy Suzor-Coté, artiste peintre et sculpteur.
- 30 janvier : Henri Duvernois, écrivain français.